# Шугнов
Шугнов — село Шугнівської сільської громади Ховалінгівського району Таджикистану. Відстань Шугнова до центру культури складає 22 км, до райцентру — 6 км.
Населення — 335 осіб (2017), таджики.

## Відомі особистості
- Сафаров Сангак Муродович — таджицький військовик і воєначальник, один із лідерів Народного фронту Таджикистану під час громадянської війни